# Tolpia suffuscalis
Tolpia suffuscalis là một loài bướm đêm trong họ Erebidae.